# Bahnhof Großbothen
Der Bahnhof Großbothen ist eine Betriebsstelle der Bahnstrecke Borsdorf–Coswig auf dem Gemeindegebiet des Grimmaer Ortsteils Großbothen im sächsischen Landkreis Leipzig. In früherer Zeit war der Bahnhof auch an weitere Bahnstrecken angebunden, die heute stillgelegt und teilweise abgebaut sind: Bahnstrecke Glauchau–Wurzen (Muldentalbahn), Abschnitt Rochlitz–Großbothen (1875 bis 2000), Abschnitt Großbothen–Grimma unt Bf (1877 bis 1945) und Bahnstrecke Borna–Großbothen (Querbahn) (1937 bis 1947). Das Empfangsgebäude von 1868 steht im Gegensatz zu dem Gebäude aus dem Jahr 1875 unter Denkmalschutz.

## Lage
Der Bahnhof Großbothen befindet sich südlich der Ortslagen Großbothen und Kleinbothen am Westufer der Mulde. Das aus dem Jahr 1875 stammende, neuere Empfangsgebäude befindet sich als Inselbahnhof zwischen den Gleisanlagen der stillgelegten Bahnstrecke Glauchau–Wurzen (Muldentalbahn) im Norden und den noch genutzten Gleisen der Bahnstrecke Borsdorf–Coswig im Süden. Die nur rund zehn Jahre existierende Bahnstrecke Borna–Großbothen (Querbahn) fädelte bereits westlich von Großbothen in die Bahnstrecke Borsdorf–Coswig ein. Die umfangreichen Anlagen des Bahnhofs sind größtenteils bis heute erhalten und stehen teilweise unter Denkmalschutz.

## Geschichte

Bahnhof Großbothen um 1910

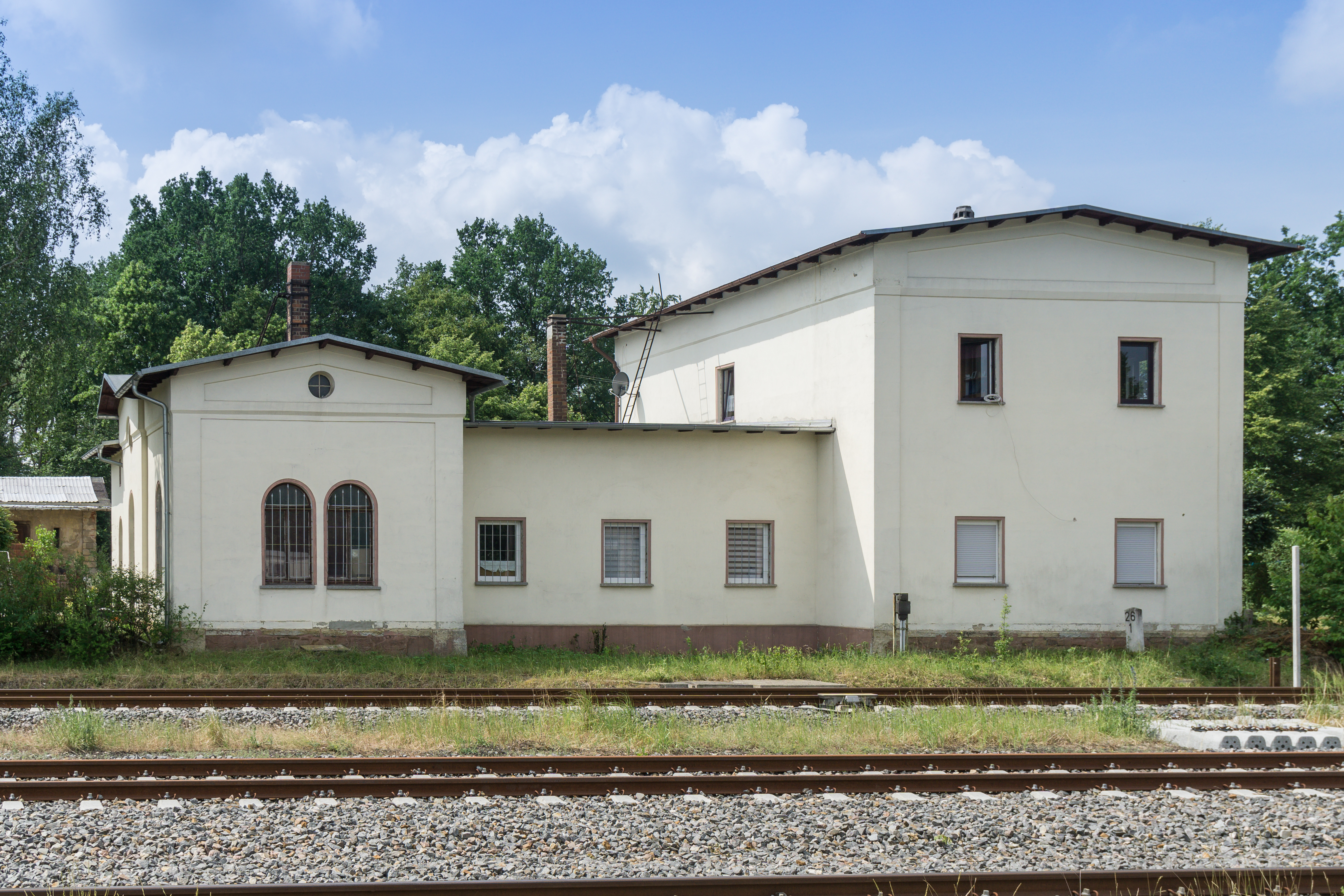
Bahnhof Großbothen, Erstes Empfangsgebäude von 1869, später als Bahnmeisterei genutzt

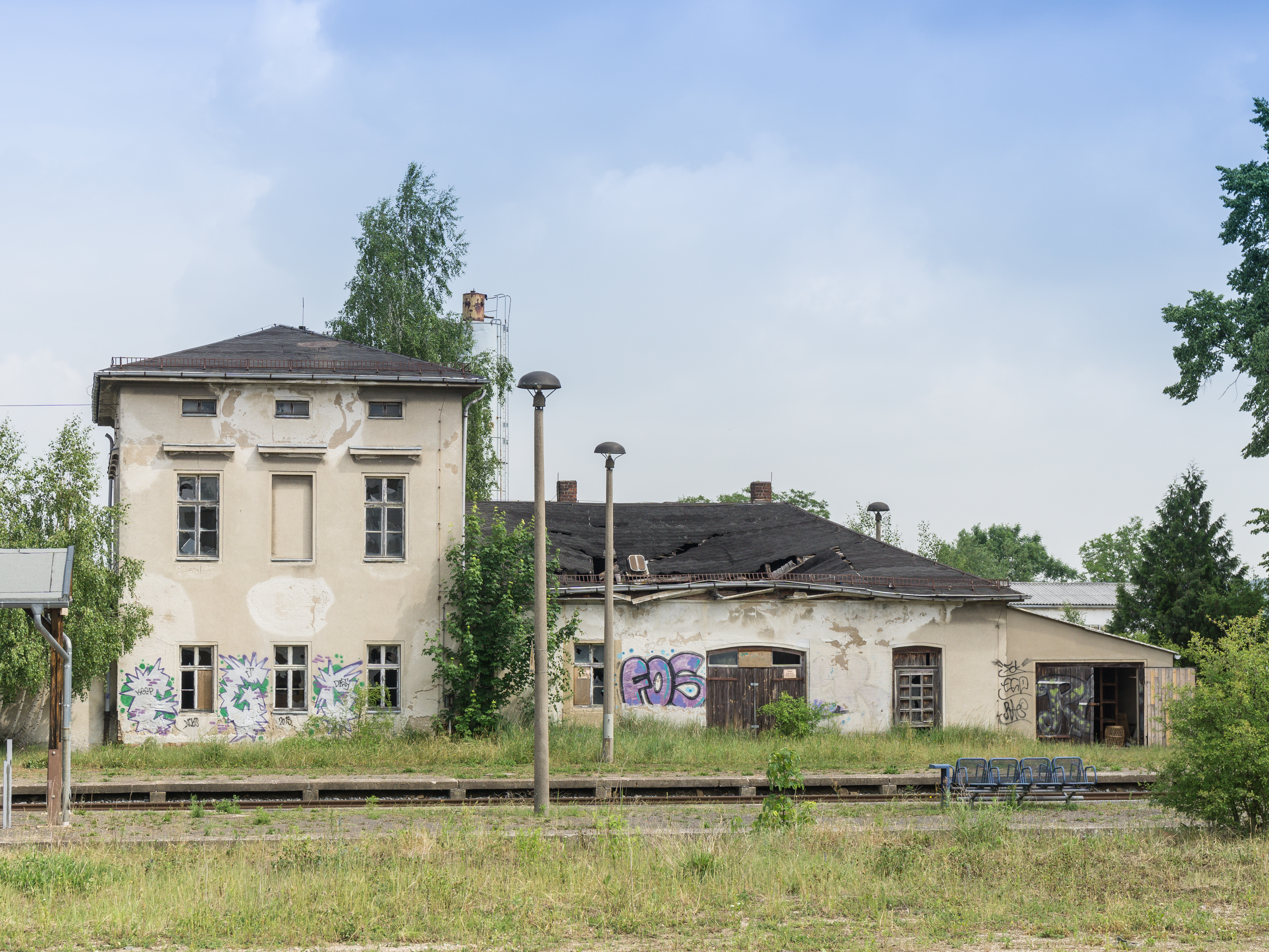
Bahnhof Großbothen, Wasserstation (2018)

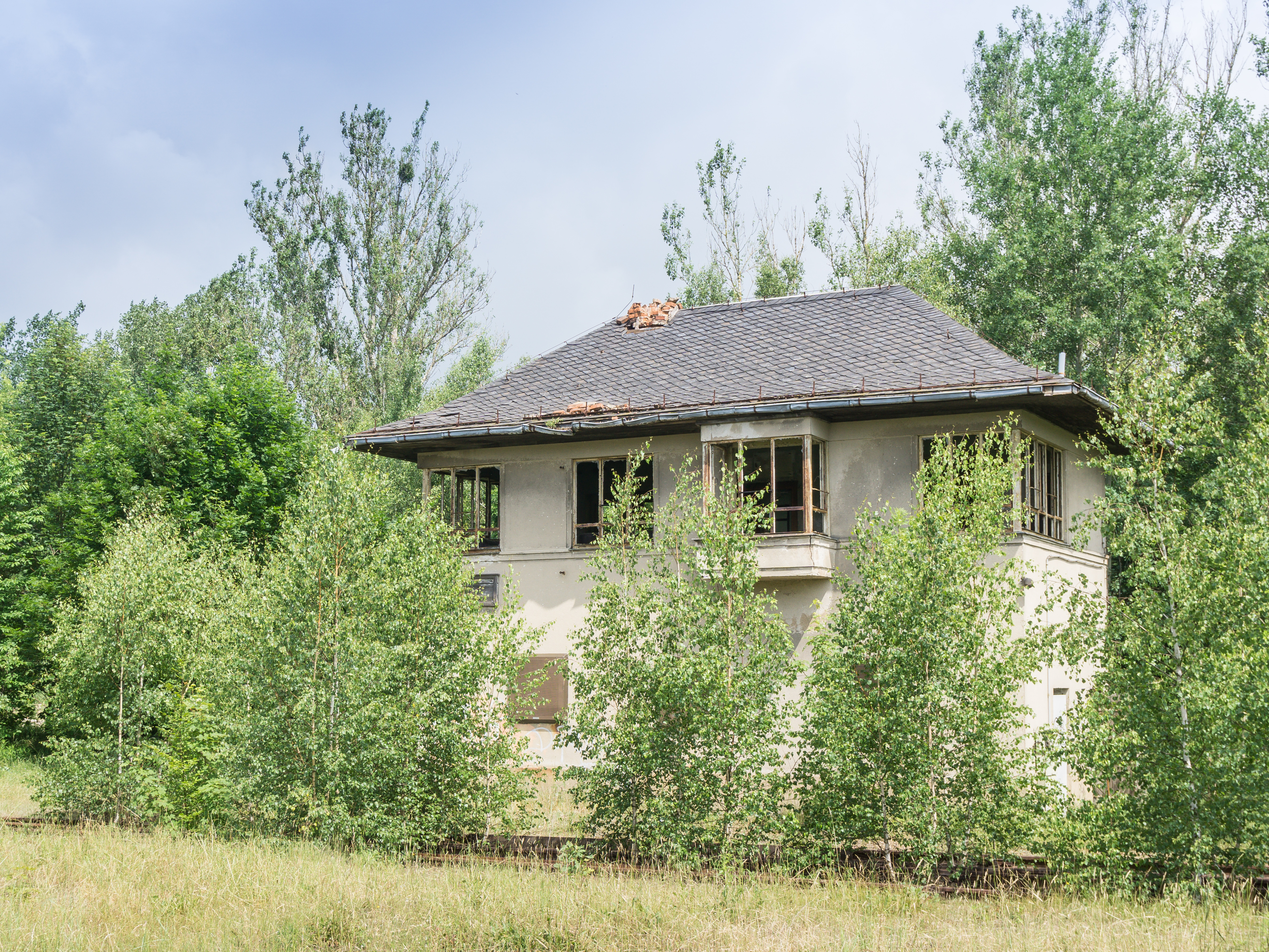
Bahnhof Großbothen, Stellwerk W2

Der Bahnhof Großbothen wurde am 27. Oktober 1867 mit dem Teilstück Grimma–Leisnig der Bahnstrecke Borsdorf–Coswig der Leipzig-Dresdner Eisenbahn-Compagnie eröffnet, ein Jahr später erfolgte die Aufnahme des Güterverkehrs. Obwohl sich die Station auf der südlichen Flur von Kleinbothen befindet, war sie anfangs als „Bahnhof für Colditz in Großbothen“ vorgesehen. Die Verbindung in die südlich von Großbothen liegende Stadt Colditz im Tal der Zwickauer Mulde wurde durch Postkutschen hergestellt.
Mit der Eröffnung der Bahnstrecke Glauchau–Wurzen durch das Muldental (9. Dezember 1875: Abschnitt Rochlitz–Großbothen, 30. Juni 1877: Abschnitt Großbothen–Wurzen), durch die die Stadt Colditz einen eigenen Bahnhof erhielt, wurde Großbothen zum Eisenbahnknoten. Zu dieser Zeit entstand auch das heutige Empfangsgebäude in Insellage, während das aus dem Jahr 1869 stammende, erste Empfangsgebäude zur Bahnmeisterei umgebaut wurde. Auf der Nordseite liegen die Gleise der Muldentalbahn, auf der Südseite die der Strecke Borsdorf–Coswig. Schon zu dieser Zeit wurde an der Bahnstrecke Borna–Großbothen geplant, die nach langer Bauzeit aber erst 1937 eröffnet wurde. An Hochbauten besaß der Bahnhof Großbothen neben den beiden Empfangsgebäuden zwei Güterschuppen, ein Wirtschaftsgebäude, ein Wohnhaus, eine Wasserstation und seit 1889 ein aus zwei Gebäuden bestehendes Stellwerk. Im Jahr 1892 wurde für die Wasserstation ein Windrad aufgestellt. Die Bahnmeisterei, die sich im ersten Empfangsgebäude aus dem Jahr 1869 befand, wurde 1924 aufgelöst. Der zwischen 1934 und 1935 erbaute Personentunnel wurde in den Jahren 1937 und 1938 verlängert.
Mit der Eröffnung der »Querbahn« Borna–Großbothen am 2. Oktober 1937 erfuhr der Bahnhof Großbothen eine größere verkehrstechnische Bedeutung, was sich auch in größeren Umbauten widerspiegelte. Bereits am 1. Juli 1936 war das Teilstück Heinersdorf (später: Bad Lausick West)–Großbothen für den Güterverkehr freigegeben worden. Die Querbahn mündete bereits westlich von Großbothen in die Bahnstrecke Borsdorf–Coswig ein. Seit 1938 bestanden im Bahnhof Großbothen vier mechanische Stellwerke. Für die Strecke Borsdorf–Coswig waren auf dem Westkopf (Richtung Borsdorf) das Stellwerk 1 und auf dem Ostkopf das Stellwerk 3, gleichzeitig Befehlsstellwerk für den gesamten Bahnhof, zuständig. Das Stellwerk 2 (Westkopf, Richtung Wurzen) und das Stellwerk 4 (Ostkopf, Richtung Glauchau) waren für die Muldentalbahn zuständig und stehen heute unter Denkmalschutz. Während die den Bahnhof berührenden Bahnstrecken Glauchau–Wurzen und Borna–Großbothen immer eingleisig waren, erfolgte bereits zwischen 1898 und 1909 der zweigleisige Ausbau des Streckenabschnitts Borsdorf–Großbothen der Bahnstrecke Borsdorf–Coswig. Auch zwischen Großbothen und Döbeln war später noch der Bau des zweiten Gleises begonnen wurden. Wegen des Zweiten Weltkrieges wurde allerdings 1939 nur der Abschnitt Großbothen–Tanndorf fertiggestellt.
Bereits nach dem Zweiten Weltkrieg verlor der Bahnhof Großbothen mit der Unterbrechung der Muldentalbahn Richtung Wurzen (durch Zerstörung der Grimmaer Rabensteinbrücke am 15. April 1945 und folgendem Abbau des Oberbaus als Reparationsleistung) und dem Abbau der Querbahn Borna–Großbothen (1947 als Reparationsleistung) an Bedeutung. Um 1980 wurde das Stellwerk 2 geschlossen, der Westkopf auf der Muldentalbahnseite erhielt elektrisch ferngestellte Weichen und Lichtsignale, sie wurden an das Stellwerk 1 angebunden. Der Lokschuppen wurde 1981 abgerissen.
Kurz nach 1990 entfiel das mittlere der bis dahin drei Bahnsteiggleise der Muldentalbahn. Der Reiseverkehr auf dem Abschnitt Colditz–Großbothen der Muldentalbahn wurde am 27. Mai 2000 eingestellt. Bei den Vereinfachungen der Anlagen zur Vorbereitung des Baues des elektronischen Stellwerkes entfielen die Verbindungen zwischen der Muldentalbahn und der Strecke Borsdorf–Coswig auf dem Ostkopf. Seit 2010 ist ein elektronisches Stellwerk (ESTW) des Herstellers Alcatel in Betrieb, der Bedienplatz befindet sich im Bahnhof Geithain. Dadurch wurden die Stellwerke 1 und 3 aufgelassen, nachdem das Stellwerk 4 bereits im Jahr 2004 aufgegeben wurde. Das mittlere der drei Bahnsteiggleise auf der BC-Seite blieb zwar erhalten, doch wurden die Weichen festgelegt, wodurch es nicht mehr benutzbar war. Seit 2014 sind wieder drei Bahnsteiggleise auf der Seite der Strecke Borsdorf–Coswig in Betrieb, zudem ist eins der an die Deutsche Regionaleisenbahn (DRE) verpachteten Gleise auf der Muldentalbahnseite durch Zugfahrten von und nach Grimma ob Bf erreichbar. Das Stellwerk 4 wurde nicht in das ESTW einbezogen und blieb erhalten. Haus- und Mittelbahnsteig haben eine Höhe von 38 Zentimetern sowie eine Nutzlänge von 192 Metern. Der Zugang zum Mittelbahnsteig ist nur über eine Unterführung möglich und nicht barrierefrei.

## Zugverkehr
Der Bahnhof Großbothen wird im Schienenpersonennahverkehr nur noch im Zuge der Bahnstrecke Borsdorf–Coswig bedient. Unter der Vertriebsmarke Mitteldeutsche Regiobahn bedient die Transdev Regio Ost den Streckenabschnitt im Stundentakt mit der Linie RB 110 Leipzig – Grimma – Döbeln.